# Oleksandr Kvatsjoek
Oleksandr Kvatsjoek (Oekraïens: Олександр Квачук) (Kropyvnytsky, 23 juli 1983) is een Oekraïens voormalig wielrenner.

## Carrière
Hij won in 2001 het WK wielrennen in Lissabon wereldkampioen op de weg en had de tweede tijd in de tijdrit bij de junioren. Daarnaast won hij in dat jaar de prestigieuze internationale juniorenkoers Giro della Lunigiana, voor Jurgen Van den Broeck. In 2011 won hij het nationale kampioenschap op de weg en in de tijdrit.

## Belangrijkste overwinningen
2001
Eindklassement Giro della Lunigiana
Eindklassement Giro di Basilicata
 Wereldkampioen op de weg, Junioren
2011
 Oekraïens kampioen tijdrijden, elite
 Oekraïens kampioen op de weg, elite

## Resultaten in voornaamste wedstrijden
| Jaar | Ronde van Italië | Ronde van Frankrijk | Ronde van Spanje |
| ---- | ---------------- | ------------------- | ---------------- |
| 2009 |                  |                     |                  |
| 2010 |                  |                     |                  |
| 2011 |                  |                     |                  |
| 2012 |                  |                     | 125e             |

| Jaar |  | WK op de weg |  | Wereldranglijsten |
| ---- |  | ------------ |  | ----------------- |
| 2009 |  | 72e          |  |                   |
| 2010 |  | 93e          |  |                   |
| 2011 |  | 153e         |  | 186e (UWT)        |
| 2012 |  |              |  |                   |

Astarloa  ·
Ballan ·
Barbero · 
Belli ·  
Bertoletti ·   
Bortolami ·
Bossoni ·
Carrara ·
Casagrande (tot 15/09) · 
Cortinovis · 
Gárate · 
Hauptman · 
Kvatsjoek ·
Marzoli · 
Pagliarini · 
Piccoli · 
Pinotti · 
Quinziato ·
Righi ·
Scotto D'Abusco ·
Svorada ·
Vainšteins · 
Vila ·
Marzano (stagiair)
Ballan ·
Bennati · 
Bonomi ·     
Bortolami ·
Commesso ·
Cunego ·
Figueras · 
Fornaciari · 
Franzoi · 
Fuentes · 
Glomser ·
Kvatsjoek ·
Loosli ·
Marzano ·
Marzoli ·
Matzbacher · 
Mazzoleni ·
Petrov · 
Pieri (tot 31/07) · 
Sabaliauskas · 
Righi ·
Scotto D'Abusco (tot 31/05) ·
Simoni · 
Spezialetti ·
Štangelj ·
Szmyd · 
Tonti ·
Vila ·
Bono (stagiair) ·
Gavazzi (stagiair) ·
Possoni (stagiair)
Bazhenov · Cavalli · Coletta · Dotti · Falzarano · Fanelli · Hristov · Kvatsjoek · Martínez · Montanari · Perez (1984) · Pugaci · Roedenko · Sjtsjebelin · Smirnov · Sobal · Torres · Urrea Vergara (stagiair)
Bernucci · Caddeo (stagiair) · Carriero · Cavalli · Ciccarese · Dotti · Falzarano · Fanelli · Kvatsjoek · Matvjejev · Mindlin · Perez (1984) · Jesús Perez (1981) · Pryshchepa · Sjtsjebelin · Sinicinas · Spadi · Szeghalmi · Wurf
Balloni ·
Bertagnolli ·
Boets · 
Bole ·
Bono ·     
Cunego ·
Gavazzi ·
Hondo ·
Kasjetsjkin (tot 31/07) ·
Kondroet ·
Kostjoek ·
Kryvtsov ·
Kvatsjoek ·
Loosli ·
Magazzini ·
Malori ·
Marzano ·
Mori ·
Niemiec ·
Pérez ·
Petacchi ·
Pietropolli ·
Righi ·
Scarponi ·
Spezialetti ·
Špilak ·
Szeghalmi ·
Ulissi ·
Graziato (stagiair) ·
Tedeschi (stagiair) ·
Tiozzo (stagiair)
Anacona ·
Bertagnolli ·
Boets · 
Bole ·
Bono ·  
Cimolai ·   
Cunego ·
Graziato ·
Hondo ·
Kostjoek ·
D. Kryvtsov ·
J. Krivtsov ·
Kvatsjoek ·
Lloyd ·
Malori ·
Marzano ·
Mori ·
Niemiec ·
Petacchi ·
Pietropolli ·
Possoni ·
Righi ·
Scarponi ·
Sjejdyk ·
Spezialetti ·
Stortoni ·
Ulissi ·
Viganò ·
Cattaneo (stagiair) ·
Viola (stagiair) ·
Wackermann (stagiair)